# 강박충동
《강박충동》(Compulsion)은 미국에서 제작된 리처드 플레이셔 감독의 1959년 범죄, 드라마 영화이다. 1956년 소설 Compulsion에 기반을 둔다. 오손 웰즈 등이 주연으로 출연하였고 리처드 D. 자눅 등이 제작에 참여하였다.
1959년 칸 영화제에서 딘 스톡웰, 오손 웰즈, 브래드포드 딜맨은 남우주연상을 받았다.

## 출연

### 주연
- 오손 웰즈
- 다이안 발시

### 조연
- 딘 스톡웰
- 브래드포드 딜만
- E.G. 마샬
- 마틴 밀너

## 기타
- 의상: 찰스 르 마리
- 의상: 애들 팰머

## 같이 보기
- 레오폴드와 로엡